# メラニー・リオス
メラニー・リオス（Melanie Ríos）こと、サラ・ベレス・ガレアーノ（Sara Vélez Galeano,1991年4月8日 - ）は、コロンビアのポルノ女優。アンティオキア県メデジン出身。
2009年にメラニー・ジェーン(Melanie Jane)名義でデビューし、2010年より現在の名前で活動している。